# كلاريس دي ريبوتا

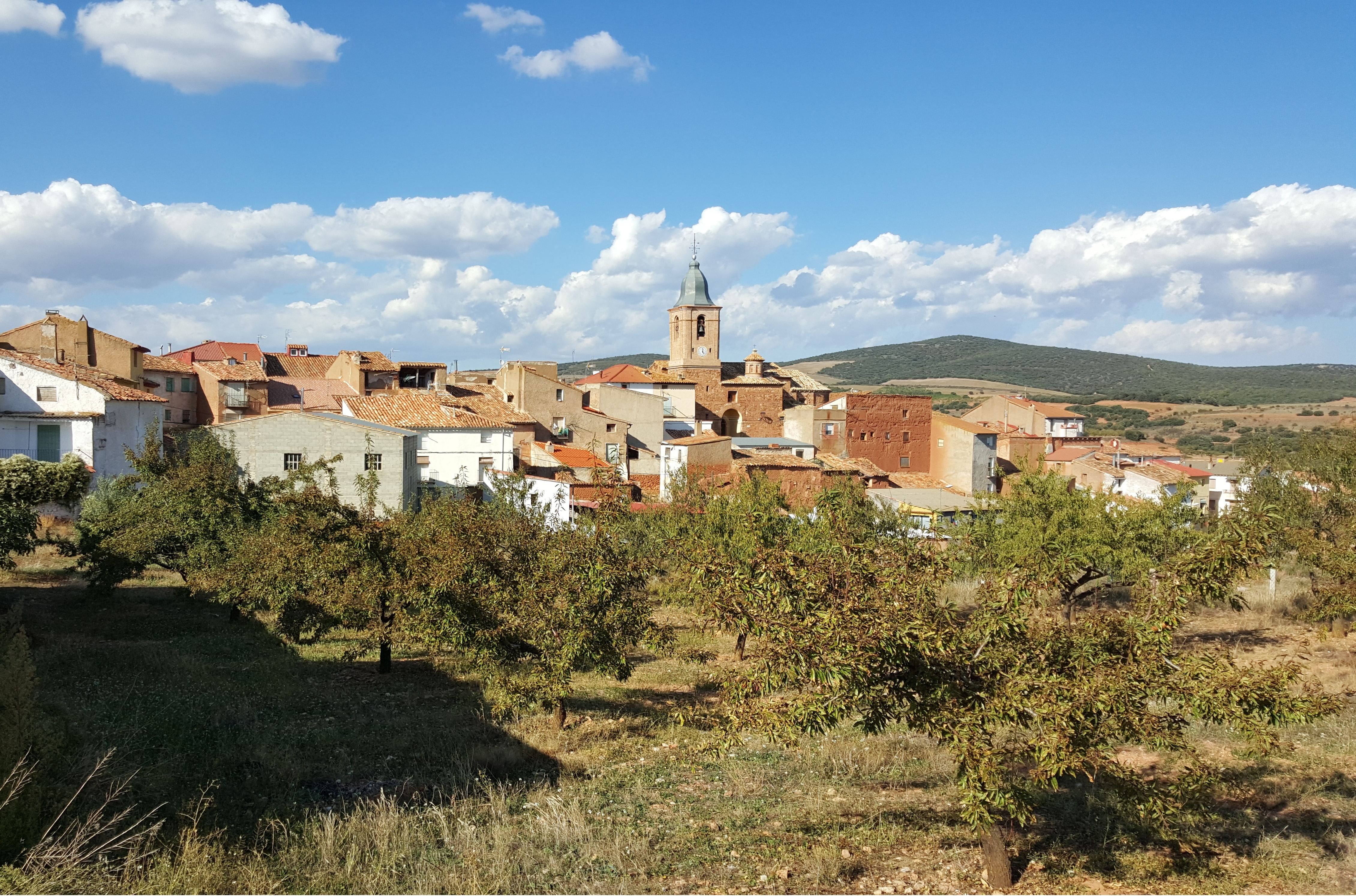

بلدية كلاريس دي ريبوتا (بالإسبانية: Clarés de Ribota) هي بلدية تقع في مقاطعة سرقسطة التابعة لمنطقة أراغون شمال شرق إسبانيا.

## الديموغرافيا
بلغ عدد سكان بلدية كلاريس دي ريبوتا 97 نسمة عام 2011 (وفقاً للمعهد الوطني الإسباني للإحصاء).
| 101 | 102 | 107 | 106 | 100 | 93 | 97 |